# Людовик II (король Італії)
Імператор Людовик II (825 — 12 серпня 875) — король Італії у 844 — 875, король Провансу в 863 — 875, імператор Заходу в 850 — 875 роках з династії Каролінгів. Син імператора Лотара I і Ірменгарди Турської, одружений з 851 або 852 з Ангельбергою.

## Біографія
Незабаром після укладення Верденського договору (843) батько відправив Людовика в Італію. Папа Римський Сергій II вийшов назустріч молодому правителю і влаштував на його честь чудовий прийом, а в червні 844 урочисто коронував його королем Італії.
У 846 араби піднялися по Тибру до самого Рима і розграбували його, зокрема розграбували собор Святого Петра. Король Людовик воював з ними, але зазнав поразки і ледве зумів врятуватися. У 850 Папа Лев IV вінчав Людовика імператорською короною. Князь Салерно Сіконульф з'явився до Людовика, присягнув йому на вірність і заплатив значну суму грошей. Заручившись союзом з ним, Людовик рушив проти арабів з усіма розташованими в Італії військами франків. Князь Беневенто видав йому арабів, що були в місті, і Людовик наказав стратити їх, але ця лють не зупинила ворогів, які чинили жахливі спустошення. Людовик марно брав в облогу Барі і незабаром відступив.

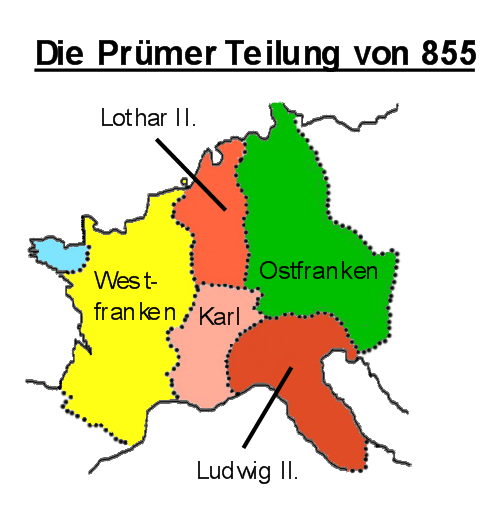
Поділ серединного королівства Лотаря I в 855

За Прюмським розділом, підписаному його батьком Лотаром I 19 вересня 855, Людовик II зберіг за собою Італійське королівство та імператорський титул.
На початку 860-х виник конфлікт імператора з папою Миколаєм I, що змістив без його відома архієпископа равеннського Іоанна X і не бажав дати розлучення його братові Лотару II. У 864 Людовик II ввів своє військо в Рим і влаштувався в палаці поблизу собору Святого Петра. Папа замкнувся в Латеранському палаці. Незабаром імператор захворів на гарячку і за посередництва імператриці Ангельберги примирився з Папою. У 867 він після місячної облоги відвоював у арабів Капую й розбив їх неподалік від Лучери в Апулії. До 869 він взяв також Матеру, Неаполь, Салерно і Беневенто. Араби були блоковані в Барі. Після довгої облоги імператор Людовик в лютому 871, нарешті, оволодів цією фортецею.

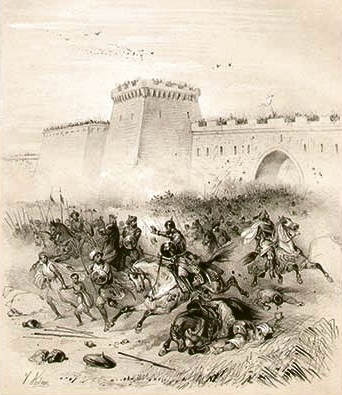
Людовик II під час бою біля Барі

Слідом за тим він обложив Таранто. Але в той же час візантійці, що були до цього союзниками Людовика II, перестали допомагати йому. До цього додалася ще й зрада герцога Беневентського Адельчіза. Коли Людовик прибув до Беневенто, Адельчіз виявив покірність, але коли імператор відпустив свої війська, в серпні 871 року Адельчіз підняв заколот і спробував захопити Людовика сплячим. Людовик сховався у вежі і захищався там три дні. Полон Людовіка оплакувався в тогочасній короткій поемі «Rythmus de captivitate». 
Висадка свіжих загонів Аглабідів змусила Адельчіза звільнити свого полоненого через місяць, і Людовік був змушений поклястися, що він не буде мститися за цю образу і ніколи не ввійде до Беневенто з армією. Повернувшись до Риму, Людовик був звільнений папою від цієї клятви та 18 травня 872 року вдруге коронований як імператор папою Адріаном II. 
Відтак Людовик здобув подальші успіхи в боротьбі проти Аглабідів, знявши облогу з Салерно та вигнавши їх з Капуї, але спроби імператора покарати Адельхіза не були дуже успішними. 872 року імператор підступив до Беневенто. Герцог звернувся по допомогу до візантійців, які активно втрутились в боротьбу, в результаті чого вся Південна Італія знову вийшла з підпорядкування Імператору Заходу.
Повертаючись до північної Італії, він помер поблизу Геді, що є нинішньою провінцією Брешія, 12 серпня 875 року, назвавши своїм наступником в Італії свого двоюрідного брата Карломана, сина Людовіка Німецького. Людовик був похований в Базиліці Святого Амврозія в Мілані. Карл ІІ Лисий дізнавшись першим про його смерть, захопив Італію і став наступним королем Італії та імператором.
Залишив після себе пам'ять як про справедливого государя. Сучасники ставили йому в заслугу те, що він вів наполегливу боротьбу з мусульманами.

## Шлюб і діти
Дружина з 851 / 852  Ангельберга  (бл. 830 — † між 896 і 901), можлива дочка Тьєррі III Отенського і Емми Баварської, близька родичка Суппо III. Діти:
- Гізелла (бл. 852 / 855 — до 28 квітня 868), абатиса Сан-Сальваторе в Брешії
- Ірменгарда  (бл. 852 / 855 — до 22 червня 896); чоловік: з березня 876 (Павія) Бозон В'єнський (бл. 844 — 11 січня 887), граф В'єнна і Ліона 871—880, граф Беррі 872—876, герцог Італії 875—876, герцог Провансу 875—879, віце-король Італії 876—879, граф Макона і Шалона 877—880, Отена 879—880, король Нижньої Бургундії (Провансу) 879—887.